# Квуцат-Шиллер
Квуцат-Шиллер (ивр. קבוצת שילר‎) — кибуц в Центральном округе Израиля, расположенный в долине Шфела около Реховота. Основан в 1927 году. Входит в региональный совет Бреннер. Также известен под названием «Ган-Шломо» (ивр. גַּן שְׁלֹמֹה‎).

## История
Кибуц «Квуцат-Шиллер» основан в 1927 году академическими репатриантами из Львова и Галиции, членами движения «Гордония». Члены группы прошли двухгодичное сельскохозяйственное обучение в кибуце «Кирьят-Анавим» до переезда на собственную землю. В начале 1927 года Еврейский национальный фонд приобрел для них участок площадью около 320 дунамов возле Реховота, и они переехали туда в том же году, основав новый кибуц.

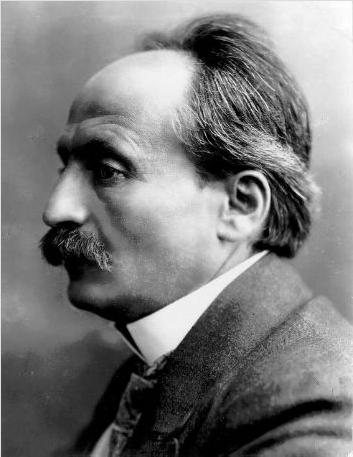
Шломо Шиллер

Кибуц был назван в честь Шломо Шиллера, сионистского активиста во Львове, который был воспитателем основателей кибуца, когда они жили в Польше, а затем стал директором Еврейской гимназии в Иерусалиме.
В начале 30-х годов жители города запросили больше земли для расширения кибуца. Власти согласились, но потребовали, чтобы деревня приняла еврейское имя. Согласно записям правительственного комитета по наименованиям, который активно выступает против употребления иностранных имен, это место было названо «Ган-Шломо», но это название не было принято жителями, и члены кибуца и всё остальное население называли это место «Квуцат-Шиллер», что в итоге и прижилось. Хотя название «Ган-Шломо» было одобрено властями и все ещё иногда используется на официальных картах и документах, жители по-прежнему называют его своим первоначальным названием.
В 2005 году в кибуце скончался раввин Шмуэль Авидор-ха-Коэн, важная духовная фигура консервативного иудаизма. Раввин Шмуэль Авидор, выступавший за сближение религиозных и светских евреев в Израиле. Он жил в Квуцат-Шиллер в последние двадцать пять лет своей жизни. Среди уроженцев общины есть драматург и режиссёр Горен Агмон .

## Население
По данным Центрального статистического бюро Израиля, население на начало 2020 года составляло 578 человек.

## Галерея

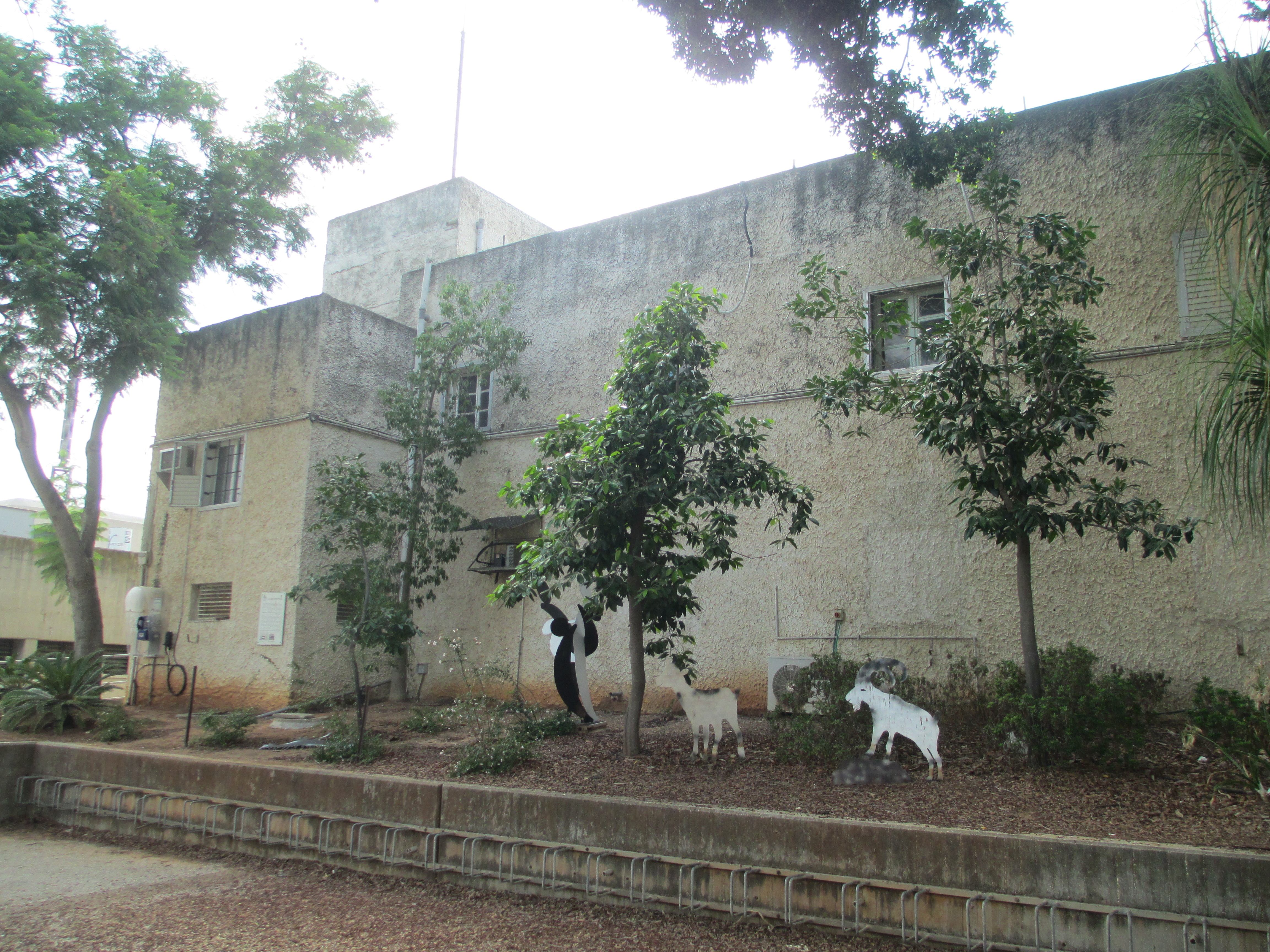
Здание службы безопасности
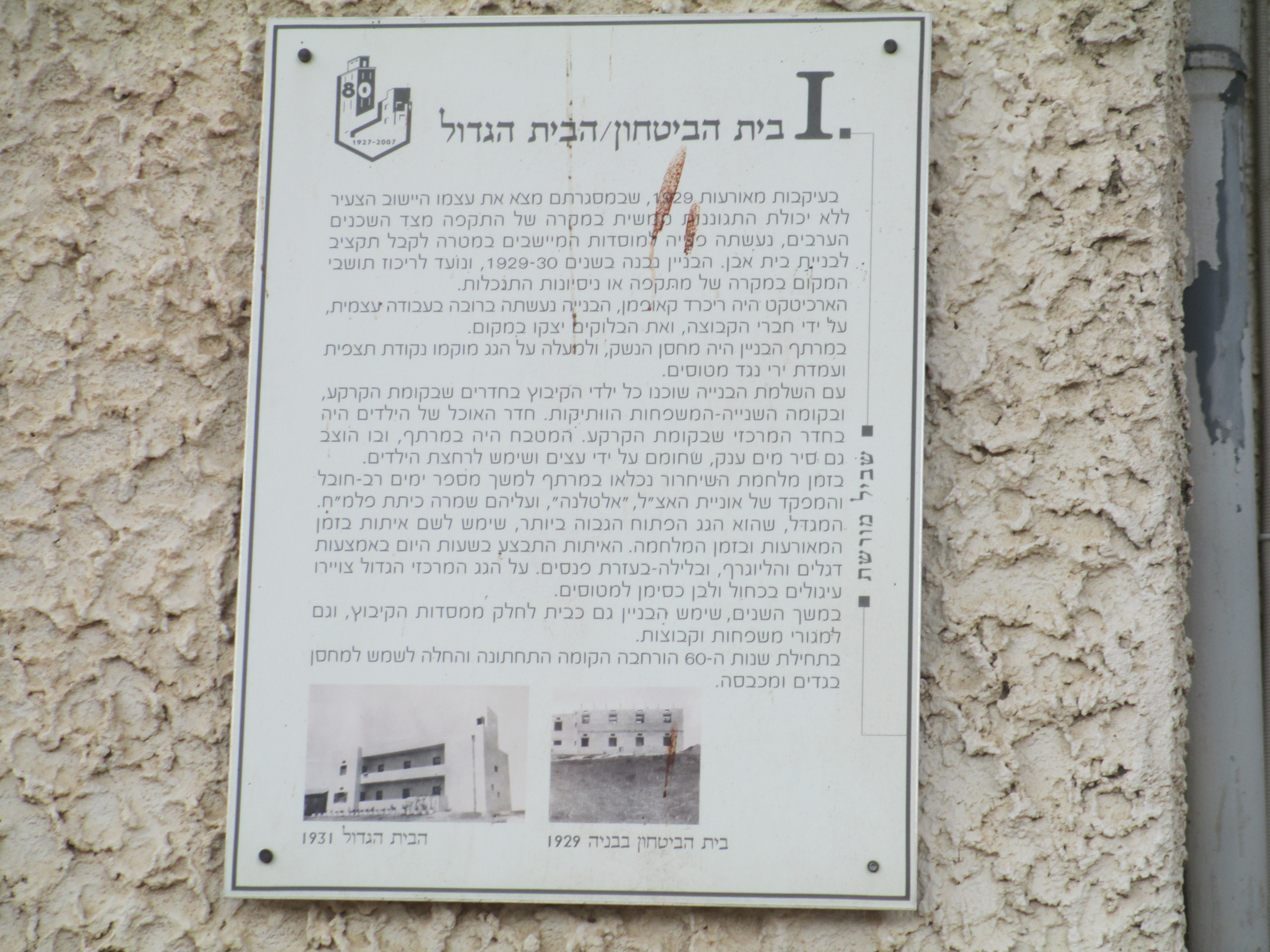
Пояснительная табличка на здании службы безопасности
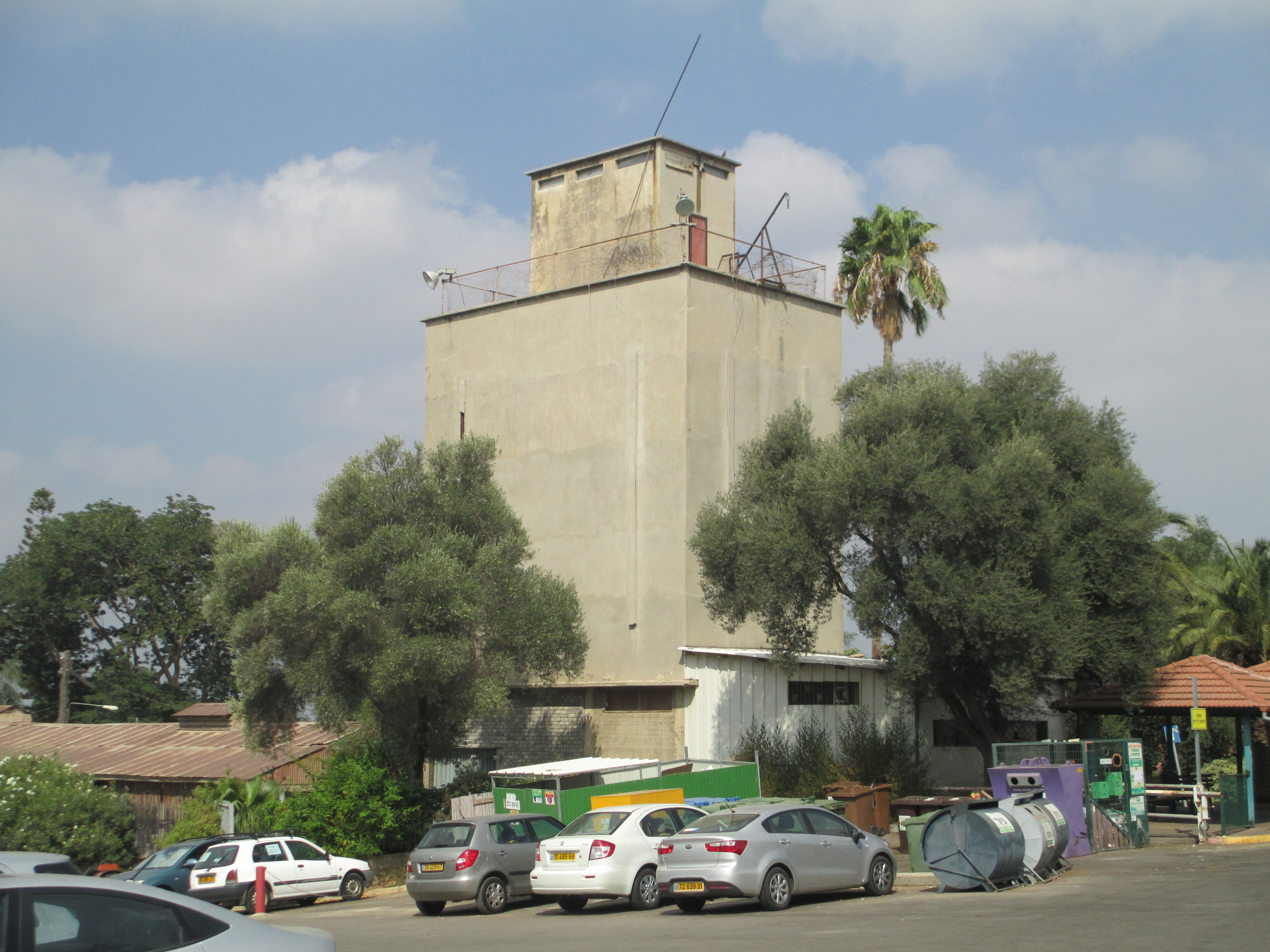
Силосная башня
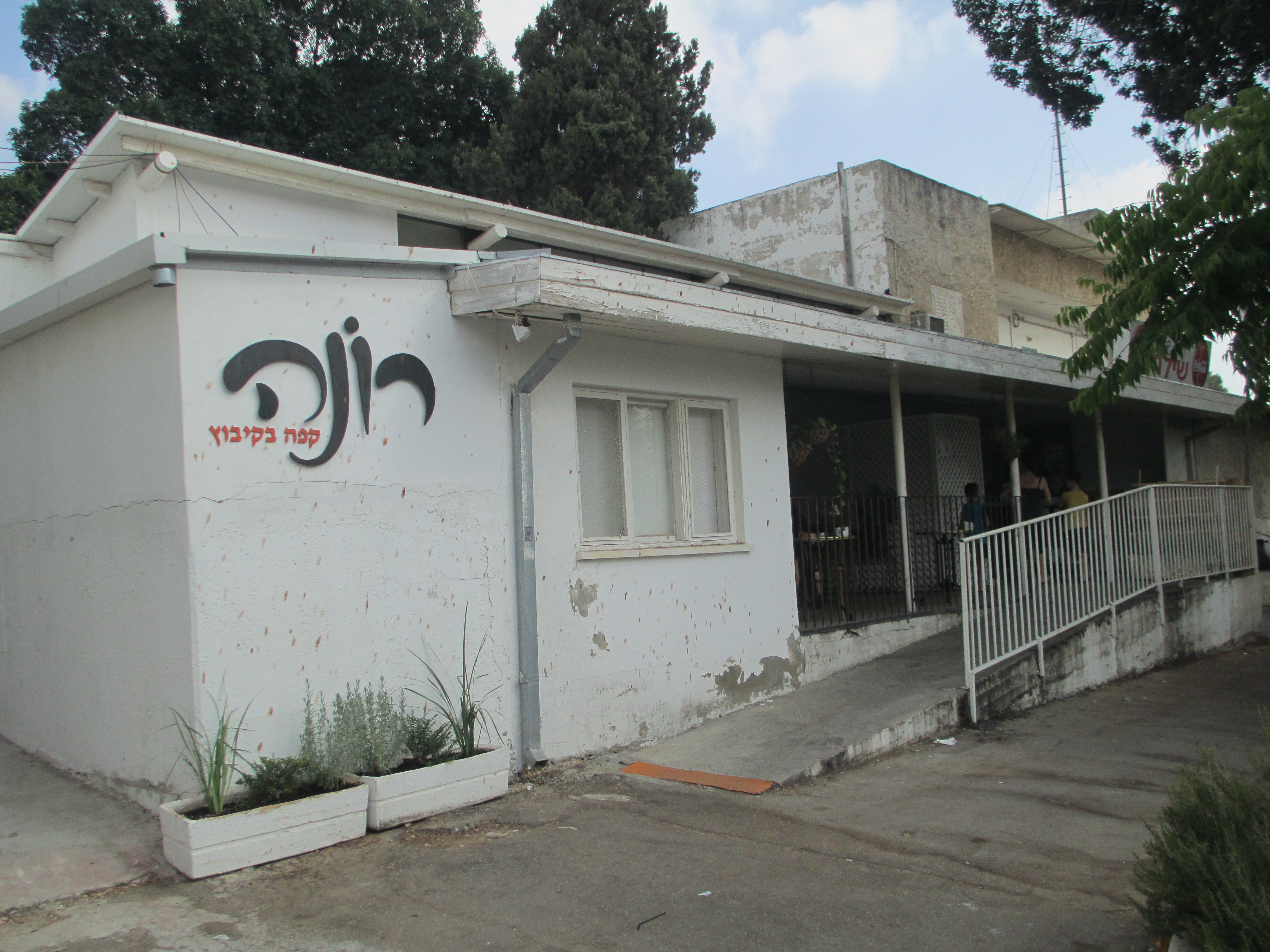
Ресторан